# Bławatnik meksykański
Bławatnik meksykański (Cotinga amabilis) – gatunek małego ptaka z rodziny bławatnikowatych (Cotingidae). Występuje w Ameryce Centralnej, od południowo-wschodniego Meksyku do Kostaryki; rzadko w skrajnie zachodniej Panamie. Nie wyróżnia się podgatunków.
Morfologia
Długość ciała wynosi 18 cm. Masa ciała waha się między 65 a 75 g. Samiec w większości turkusowy, o intensywnej opalizacji. Lotki i część skrzydeł czarna. Podgardle i pierś karminowe, również opalizują; oddzielone od siebie turkusową i czarną półobrożą. Samica posiada brązową głowę i wierzch ciała oraz białoszary spód pokryty brązowymi plamami; pióra na grzbiecie posiadają biały koniec.
Środowisko
Zasiedla wilgotne, tropikalne lasy wiecznie zielone.
Zachowanie
Przebywa niemal wyłącznie w koronach drzew. Żywi się owocami, owadami oraz niekiedy małymi jaszczurkami. Zewnętrzne lotki skrzydeł wydają grzechoczący dźwięk, który pełni rolę w zalotach. Do 2009 roku odnaleziono jedno gniazdo. Znajdowało się 30 metrów nad ziemią; nie zostało zbadane. Biologia rozrodu pozostaje więc nieznana.
Status
Międzynarodowa Unia Ochrony Przyrody (IUCN) uznaje bławatnika meksykańskiego za gatunek najmniejszej troski (LC – least concern) nieprzerwanie od 1988 roku. Liczebność populacji szacuje się na około 20–50 tysięcy osobników. Trend liczebności populacji uznaje się za spadkowy ze względu na utratę siedlisk.